# Павел Коженьовський
Павел Коженьовський (пол. Paweł Korzeniowski, 9 липня 1985) — польський плавець.
Учасник Олімпійських Ігор 2004, 2008, 2012, 2016 років.
Чемпіон світу з водних видів спорту 2005 року, призер 2009, 2013 років.
Призер Чемпіонату світу з плавання на короткій воді 2008, 2014 років.
Чемпіон Європи з водних видів спорту 2006, 2008, 2010 років, призер 2014 року.
Чемпіон Європи з плавання на короткій воді 2005, 2006, 2007 років, призер 2003, 2004, 2009, 2011, 2013 років.
Переможець літньої Універсіади 2005, 2009, 2013 років, призер 2011 року.